# دیوردی شاروشی
دْیوردْی شاروشی (مجاری: Sárosi György; زاده ۵ اوت ۱۹۱۲ – درگذشته ۲۰ ژوئن ۱۹۹۳) یک بازیکن فوتبال اهل مجارستان بود.
وی همچنین در تیم ملی فوتبال مجارستان بازی کرده‌است.

## یادداشت
1. ↑  معادل جُرج در انگلیسی